# Das Halsband

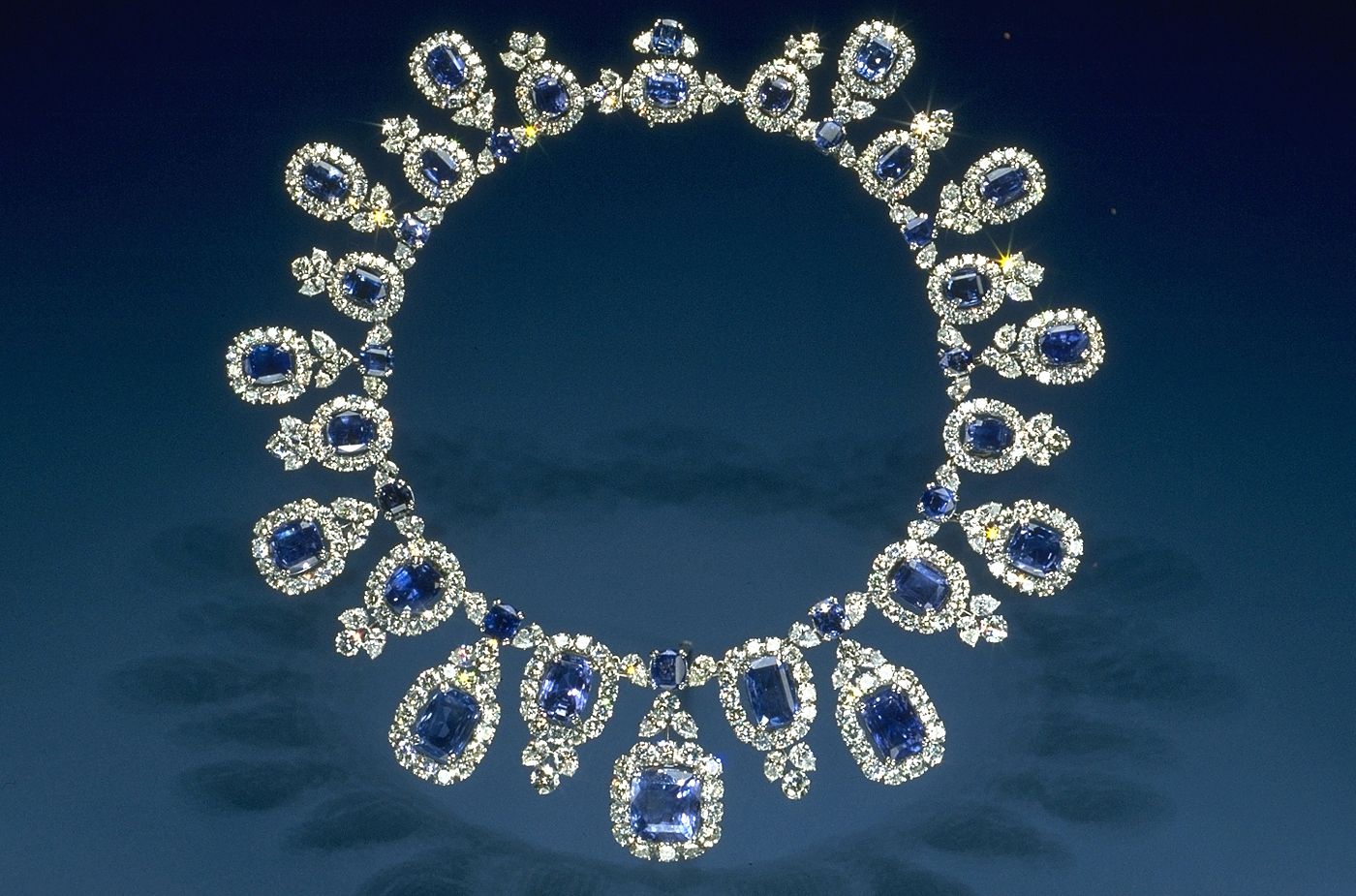
Im Mittelpunkt der Geschichte steht das Verschwinden und Wiederauftauchen eines kostbaren Halsbands mit Saphiren und Brillanten.

Das Halsband ist ein Roman (Liebesroman, Familienroman, Gesellschaftsroman), den Hedwig Courths-Mahler 1913 im Werdauer Verlag Oskar Meister veröffentlicht hat.
Der Roman erzählt die Geschichte der jungen Jonny Warrens, die als Waise ins Haus der Grafen von Wildenfels aufgenommen wird. Als sie und der Sohn der Familie sich verlieben, wird die junge Frau mit Standesvorurteilen konfrontiert. Die Liebenden können erst zusammenkommen, als sich herausstellt, dass es in der angeblich makellosen Geschichte der von Wildenfels einen peinlichen dunklen Punkt gibt und dass die Familie an Jonny eine schwere Schuld wiedergutzumachen hat.

## Handlung
Kapitel 1–4. Ort der Handlung ist das fiktive, in einer unbezeichneten deutschen Garnisonsstadt gelegene Schloss Wildenfels, die Zeit die Gegenwart der Autorin, also die Jahre vor dem Ersten Weltkrieg. Herr auf Schloss Wildenfels ist Graf Joachim, der nie seine heimliche Jugendliebe vergessen hat, Annie, die Tochter des bürgerlichen Rendanten des Schlosses, Horst. Verloren hatte er Annie, nachdem ein kostbarer Halsschmuck, den Horst für die Grafen verwahrt hatte, verschwunden war und der Rendant, um einer Anzeige wegen Diebstahls zu entgehen, mit Frau und Kind nach Venezuela hatte auswandern müssen. Joachims Mutter, Gräfin Thea, die personifizierte Güte, hätte dem Sohn eine Liebesheirat gegönnt. Der strenge Vater zwang Joachim, den er als haltlos und leichtsinnig einschätzte, schließlich jedoch zu einer Konvenienzehe mit der Komtesse Susanne von Hagenau.
Susanne blieb Joachim zeitlebens fremd, denn sie ist gefühlskalt, selbstsüchtig, hochmütig, mokant und eitel. Obwohl die Ehe durch und durch freudlos ist, wird ein Sohn geboren, Lothar. Weil Susanne zu keiner Wärme fähig ist, zieht die Großmutter, Gräfin Thea, das Kind wie ihr eigenes auf. Nachdem der strenge Vater stirbt, wählt Lothar für sein Kind einen Hauslehrer, der fortschrittlich und demokratisch gesinnt ist, was der adelsstolzen Susanne natürlich gewaltig gegen den Strich geht. Da erleidet Joachim einen schweren Unfall. Sterbend vertraut er seiner Mutter, Thea, ein Geheimnis an, das schwer auf seinem Gewissen lastet. Dieses Geheimnis, in das der Leser erst am Ende der Handlung vollumfänglich eingeweiht wird, hat mit dem Halsband zu tun, das gar nicht verschwunden ist, sondern sich tatsächlich die ganze Zeit in Joachims Besitz befunden hat. Außer dem Halsband übergibt Joachim Thea ein versiegeltes Kuvert und den Auftrag, Familie Horst zu finden und das der Familie getane Unrecht wiedergutzumachen.
Kapitel 5–10. Thea hat von Joachim erfahren, worin seine Schuld besteht, deckt ihn nach seinem Tode aber und erfindet eine Alternativversion, nach der sie selbst das Halsband verlegt und jetzt erst wiedergefunden habe. Sie benutzt diese Version, um vor ihrer Familie und vor ihrer treuen Kammerfrau Friederike Grill zu erklären, warum ihr plötzlich so sehr daran gelegen ist, der Familie Horst, falls sie gefunden werden kann, jede mögliche Wohltat zu erweisen. Freilich sind Annies Eltern gar nicht mehr am Leben, sondern in Venezuela bei einem Aufstand getötet worden. Annie ist nur knapp mit dem Leben davongekommen. Sie hatte in Venezuela sieben Jahre lang um ihre verlorene Liebe getrauert und dann den Farmer John Warrens geheiratet, dem sie schließlich auch eine Tochter, Jonny, geboren hat. Da in dem Aufstand auch John Warrens getötet worden ist, flieht Annie mit Jonny nach Deutschland. Unheilbar herzkrank trifft sie in Hamburg ein, wo sie aus der Zeitung zufällig von Joachims Tod erfährt. 
Thea hatte einen Privatermittler beauftragt, der Annie und Jonny in Hamburg tatsächlich ausfindig macht. Doch kann Annie auch in der Privatklinik, in die Thea sie sofort schaffen lässt, nicht mehr geholfen werden. Sie stirbt, und Thea nimmt Jonny mit nach Wildenfels.
Kapitel 11–25. Zwölf Jahre später. Jonny ist 18 Jahre alt, Lothar 27. Sie haben einander viele Jahre nicht mehr gesehen, denn Jonny hat einige Jahre in einer Genfer Pension verbracht, während Lothar in Bonn Jura studiert hat und auf Wunsch seiner Mutter Susanne in den diplomatischen Dienst getreten ist. Da er inzwischen erkannt hat, dass er für die Diplomatie nicht taugt, plant er, den Dienst zu quittieren und stattdessen die Verwaltung der Familiengüter in die Hand nehmen. Nur um Susanne guten Willen zu zeigen, ist er allerdings bereit, noch ein weiteres Jahr als Diplomat nach Rom zu gehen.
Fürs Weihnachtsfest reist er nach Schloss Wildenfels. Jonny und Lothar haben sich immer nahegestanden, aber jetzt, wo sie sich nach langer Trennung zum ersten Mal als Erwachsene gegenübertreten, erwacht zwischen ihnen die Liebe. Jonny, die noch unschuldiger ist als Lothar, wird die Natur ihrer Gefühle freilich erst erkennen, wenn Susanne ihr später (unwahr) mitteilt, dass Lothar eine andere heiraten werde. Da sie sich während ihrer Schweizer Pensionsjahre zu einer strahlenden Schönheit entwickelt hat, während Susanne zu altern beginnt, regen sich in der letzteren Gefühle der Missgunst. Auch ist Susanne ganz und gar nicht damit einverstanden, dass Jonny dank Theas Förderung trotz ihrer bürgerlichen Geburt als vollwertiges Mitglied der adligen Gesellschaft behandelt wird. Die Eifersucht und die Empörung über Jonnys gesellschaftlichen Erfolg verstärken sich noch, als sich sogar Susannes bisheriger Verehrer Baron Hasselwert in Jonny verliebt.
Vergeblich versucht Susanne auch den vertrauten Umgang von Jonny und Lothar zu unterbinden. Als Lothar seiner Großmutter Thea gesteht, dass er Jonny liebt und heiraten will, beschwört diese ihn, seine Liebe auch vor Jonny noch ein Jahr – bis zu seiner Rückkehr aus Rom – geheim zu halten. Jonnys Frieden soll nicht gestört werden, und die Probleme, die sie mit Susanne bereits jetzt hat, sollen nicht noch verschärft werden. Thea, die weiß, dass sie nicht mehr lange zu leben hat, vertraut Lothar vor dessen Abreise den Schlüssel zu einem Fach in ihrem Schreibtisch an, in dem sie außer ihrem Testament auch Joachims Vermächtnis aufbewahrt, das ihm helfen soll, Jonnys Hand zu gewinnen.
Kapitel 26–28. Lothar reist zu seinem Dienst nach Rom ab. Wenig später folgt ihm Susanne dorthin, in Begleitung der Grafen Liebenau. Diese haben eine unansehnliche Tochter Herta, mit der Lothar verheiratet werden soll. Als Lothar Susanne erklärt, dass er Herta nie und nimmer heiraten werde, ahnt sie, dass es Jonny ist, an die er sein Herz verloren hat. Außer sich vor Empörung schwört sie ihrem Sohn:
„Und ich sage dir, daß ich nie eine andere als standesgemäße Nachfolgerin in Wildenfels haben will. – Ich schwöre dir, nie werde ich meinen Segen geben zu einer unebenbürtigen Heirat, so wahr das Wappenschild der Grafen Wildenfels rein und makellos ist bis auf den heutigen Tag. Nie hat ein Wildenfels seinem Namen eine Schmach angetan, auch nicht den Makel einer unebenbürtigen Heirat. Du sollst nicht der erste sein, das schwöre ich dir, der einen Makel auf seinen Namen heftet.“ (S. 280)
Unverrichteter Dinge kehrt Susanne nach Wildenfels zurück. Dort stirbt wenig später Thea. Lothar hat sich in Rom beim Spazierengehen das Bein gebrochen und kann darum zu Beerdigung und Nachlassregelung nicht anreisen. Auf diese Weise gewinnt Susanne freie Hand, Jonny der Frau Dr. Brinkmann zu übergeben, die in Jena eine Pension für gutbürgerliche junge Mädchen betreibt. Zur Entschädigung für den Verzicht auf das Verbleiben in Schloss Wildenfels gewährt Susanne ihr eine Rente und eine Mitgift. Jonny reist tatsächlich mit einer gewissen Bereitwilligkeit, denn sie hat inzwischen erkannt, dass ihre Gefühle für Lothar Liebe sind, was sie mit solcher Scham und Verlegenheit erfüllt, dass sie gar nicht weiß, wie sie ihm wieder unter die Augen treten soll. In der Jenaer Pension freundet sie sich mit Maria Hagen an, die tief verbittert ist, weil sie an ein und demselben Tag nicht nur ihren Verlobten, sondern auch beide Eltern verloren hat.
Kapitel 29–34; Schluss. Da sowohl Susanne als auch die Pensionswirtin alle Briefe abfangen, die die Liebenden einander zu schicken versuchen, hören Jonny und Lothar nichts mehr voneinander. Um dem auf den Grund zu gehen, reist Lothar nach Hause, wo er Jonny nicht mehr vorfindet. Als Susanne sich weigert, ihm Jonnys Adresse zu geben, liest er Theas Vermächtnis (Thea hinterlässt Jonny die Hälfte ihres Vermögens und als Brautgeschenk das Halsband). Das versiegelte Kuvert seines Vaters lässt er, da das darin enthaltene Schuldgeständnis schauerlich sein muss, noch ungeöffnet.
In der Posttasche, zu der er sich ohne Susannes Wissen Zugang zu verschaffen weiß, entdeckt Lothar bald einen Brief, dessen Absenderangabe ihn verrät, wo Jonny lebt. Er reist nach Jena, wo er Jonny findet und sich mit ihr verlobt. Als Susanne sich nach seiner Rückkehr weiterhin halsstarrig zeigt, konfrontiert er sie mit dem bisher noch versiegelt gebliebenen Dokument. Es enthält einen Brief Joachims, in dem dieser gesteht, dass er selbst der Dieb des Halsbandes war. Gestohlen hatte er den kostbaren Schmuck, um Spielschulden decken zu können. Dass der Verdacht dann nicht auf ihn, sondern auf Rendant Horst fallen würde, hatte er nicht vorhergesehen. Da das „Wappenschild der Grafen Wildenfels“ somit durchaus nicht „rein und makellos ist“, verliert Susannes Schwur seine Grundlage; so bleibt ihr nichts, als Lothars Heirat mit Jonny ihren Segen zu erteilen. Das Dokument, das Joachim so schwer belastet, hat seinen Zweck erfüllt und wird verbrannt.
Ein Jahr später. Jonny und Lothar haben geheiratet und werden miteinander zwei Kinder haben. Susanne heiratet Hasselwert. Jonnys Pensionsfreundin Maria Hagen ist Diakonisse geworden und hat – nicht zuletzt unter dem Eindruck von Jonnys Glück – ihren Seelenfrieden gefunden. Wenn immer in Schloss Wildenfels jemand krank wird, reist sie an, um den Betreffenden zu pflegen.

## Ausgaben (Auswahl)
- Das Halsband. Meister, Werdau 1913.
- Das Halsband. Meister, Rosenheim 1955.
- Das Halsband. Bastei-Lübbe, Bergisch Gladbach 1974, ISBN 978-3-404-10080-4 (Band 148 der Courths-Mahler-Serie).
- Das Halsband. Naumann und Göbel, Köln 1989, ISBN 978-3-625-20121-2.
- Das Halsband. Weltbild Verlag, Augsburg 1995, ISBN 978-3-89350-957-7.